# 関東幹部会
『関東幹部会』（かんとうかんぶかい）は、1971年4月24日に公開された日本映画である。製作：日活、配給：ダイニチ映配。カラー、シネマスコープ（2.35:1）、86分。監督：澤田幸弘。渡哲也主演の「関東シリーズ」第2作。
シリーズ中唯一の澤田幸弘監督作品である。前作とストーリーのつながりはない。

## ストーリー
寺田組組長の寺田次郎が5年の刑を終えて出所すると、上部団体の尾沢組組長が代替わりし、ヤクザの勢力図も大きく変貌していた。尾沢組と全国を二分して争う大場会は、製紙業で潤う東海地方の某地方都市の利権を狙っていた。尾沢組組長の岩崎は縄張りを先取りするため、その某地方都市で育った寺田に、地元で根を張る大場会系組織・銀龍会を壊滅させるよう命じる。
寺田組と銀龍会の抗争が口火を切る中、寺田は昔なじみの兄弟分で、中間派の組織である神尾組組長・神尾の助けを借りようとするが、彼は服役中で、組織も壊滅状態となっていた。神尾の最側近・山中は双方の引き抜きの対象となるが、いずれにも応じなかったために大場会から寺田組組員殺しの罪を着せられ、寺田に誤って消される。出所した神尾は経緯を知って怒り、単身で銀龍会の拠点に乗り込み、滞在中の大場会幹部・黒木を倒す。このことで両陣営の対立は発火点に達し、尾沢組と大場会が全国から舎弟を呼び寄せたことで抗争が激化する。寺田が神尾をかくまっていることが大場会に明るみに出たことで、事態はさらにこじれる。一方、「入院」と称して引退し、カタギの事業家を装っている尾沢組総長・尾沢が動き、大場会会長・大場と和睦する。
こうして孤立した寺田は、大場会からだけでなく、和解のために面倒を処理したい尾沢組からも常に命を狙われる身となる。寺田は組員たちを守るために組を解散するが、彼らもまた双方の犠牲になる。岩崎は刺客を引き上げる条件として、大場会への詫びとして神尾の命を奪うよう寺田に命じる。寺田は組織の掟に抗うことができず、板挟みとなって苦悩するが、決意してドスを手に取る。掟に通じる神尾は納得し、寺田のするままにまかせて死んでいく。ヤクザ社会の理不尽さに嫌気が差した寺田は、神尾の死体を抱えて尾沢組の事務所に乗り込み、幹部たちを一網打尽にする。ふたたび神尾の死体を抱えた寺田は、夜明けの海岸をあてもなく歩いていく。

## キャスト
順は本作冒頭タイトルバックに、役名は日活公式サイトに基づく。
- 寺田次郎：渡哲也
- 矢島和也（尾沢組幹部・岩崎の舎弟）：原田芳雄
- 神尾典子（神尾周三の妹）：丘みつ子
- 黒木政雄（大場会大幹部・黒木組組長）：山本麟一
- 畑中健治（寺田組組員）：郷鍈治
- 松木（銀龍会会長）：深江章喜
- 谷村（黒木組幹部）：今井健二
- 尾沢大造（尾沢組総長）：清水将夫
- 岩崎英吉（尾沢組組長）：青木義朗
- 盛岡五郎（寺田組幹部・バーテンダー）：武藤章生
- 山中（神尾組幹部・小西組代貸）：三田村元
- 今井（銀龍会幹部）：榎木兵衛
- 森野（尾沢組組員）：久遠利三
- 幸次（小西組組員）：長浜鉄平
- 政（寺田組組員）：高橋明
- 高見弘（寺田組組員）：木村英行（新人）
- 尾沢の愛人：高野沙里
- 磯島（尾沢組組員）：雪丘恵介
- 海野組組員：大浜詩郎
- 海野（尾沢組幹部・海野組組長）：長弘
- 海野組組員：市村博
- 尾沢組組員：英原穣二
- 清水（銀竜会幹部）：中平哲仟
- 尾沢組組員：小泉郁之助
- 銀龍会組員：桂小かん
- 銀龍会組員：沢美鶴
- 寺田組組員：熱海弘到
- 銀龍会組員：有村道宏
- 寺田組組員：北上忠行
- 神尾組組員：小島克己、大前田武
- 尾沢組組員：溝口拳
- 銀龍会組員：青木敏夫、谷口芳昭
- 神尾組組員：庄司三朗
- 尾沢組組員：佐藤了一
- 銀龍会組員：氷室政司、館一彦
- 寺田組組員：藤田陽一
- 大場修治（大場会会長）：内田良平
- 神尾周三（神尾組組長）：長門勇

## スタッフ
監督を除く順と職掌は本作冒頭タイトルバックに、一部のクレジットのないスタッフは日活公式サイトに基づく。
- 監督：澤田幸弘
- 企画：園田郁毅
- 脚本：鴨井達比古、来栖三郎、伊地智啓
- 撮影：山崎善弘
- 照明：松下文雄
- 録音：神保小四郎
- 美術：千葉和彦
- 編集：丹治睦夫
- 助監督：伊地智啓
- 色彩計測：古清水忍
- 現像：東洋現像所
- 製作担当者：安井英二
- 音楽：玉木宏樹
- 主題歌：渡哲也「関東流れ唄」（作詞：宮原和男 作曲：由樹俊一郎 テイチクレコード）
- 技斗：渡井嘉久雄
- スクリプター：宇野早苗（クレジットなし）
- スチール：目黒祐司（クレジットなし）

## 製作

### 撮影
静岡県富士市および、群馬県の前橋刑務所、神奈川県横浜市でロケーション撮影が行われた。

### 興行
封切り時の同時上映作品は『三人の女 夜の蝶』（監督：斎藤光正、主演：松原智恵子）。青江三奈の楽曲『昭和おんなブルース』の映画化作品で、青江も助演している。